# Euchoplopsyllus manconis
Euchoplopsyllus manconis är en loppart som först beskrevs av Jordan 1950.  Euchoplopsyllus manconis ingår i släktet Euchoplopsyllus och familjen husloppor. Inga underarter finns listade i Catalogue of Life.